# Ronnie Baxter
Ronnie Baxter (Blackpool, 5 februari 1961) is een voormalig Engelse darter. Wegens zijn snelle manier van gooien luistert hij naar de bijnaam Rocket Ronnie of The Rocket.

## Loopbaan
In 1999 en 2000 was Baxter verliezend finalist op het BDO-wereldkampioenschap darts, 'The Embassy', door te verliezen van respectievelijk Raymond van Barneveld (6-5) en Ted Hankey (6-0). Tegenwoordig speelt The Rocket bij de Professional Darts Corporation, waar hij in 2016 op de 48e plaats van de Order of Merit stond.
In 1998 bereikte Baxter de finale van het Stan James World Matchplay in Blackpool. De ervaren Rod Harrington bleek na verlenging te sterk: 19-17. Vier jaar later verloor Baxter de inaugurele finale van de Las Vegas Desert Classic (2002) van Phil Taylor. In het voorjaar van 2006 nam hij als derde speler op de PDC-ranking voor de eerste maal deel aan de Holsten Premier League Darts.

## Resultaten op Wereldkampioenschappen

### BDO
- 1991: Laatste 16 (verloren van Jocky Wilson met 1-3)
- 1992: Laatste 32 (verloren van  Bob Anderson met 1-3)
- 1994: Laatste 32 (verloren van John Part met 0-3)
- 1996: Kwartfinale (verloren van Richie Burnett met 2-4)
- 1997: Laatste 16 (verloren van  Mervyn King met 2-3)
- 1998: Laatste 32 (verloren van Peter Johnstone met 2-3)
- 1999: Runner-up (verloren van Raymond van Barneveld met 5-6)
- 2000: Runner-up (verloren van Ted Hankey met 0-6)
- 2001: Kwartfinale (verloren van Wayne Mardle met 3-5)

### WDF
- 1993: Laatste 16 (verloren van Troels Rusel met 3-4)
- 1995: Laatste 32 (verloren van Colin Rice met 3-4)
- 1997: Kwartfinale (verloren van Peter Hinkley met 3-4)
- 1999: Kwartfinale (verloren van Herbie Nathan met 3-4)

### PDC
- 2002: Kwartfinale (verloren van Peter Manley met 2-6)
- 2003: Laatste 16 (verloren van Kevin Painter met 3-5)
- 2004: Laatste 16 (verloren van Kevin Painter met 2-4)
- 2005: Laatste 16 (verloren van  Bob Anderson met 2-4)
- 2006: Laatste 64 (verloren van Ray Carver met 2-3)
- 2007: Laatste 64 (verloren van Adrian Gray met 2-3)
- 2008: Laatste 32 (verloren van Mark Dudbridge met 2-4)
- 2009: Laatste 16 (verloren van Raymond van Barneveld met 3-4)
- 2010: Kwartfinale (verloren van Raymond van Barneveld met 0-5)
- 2011: Laatste 32 (verloren van Mark Webster met 0-4)
- 2012: Laatste 64 (verloren van Steve Farmer met 2-3)
- 2013: Laatste 32 (verloren van Kevin Painter met 3-4)
- 2014: Laatste 64 (verloren van Ricky Evans met 0-3)
- 2015: Laatste 32 (verloren van Robert Thornton met 0-4)

### WSDT (Senioren)
- 2023: Laatste 32 (verloren van Kevin Painter met 0-3)

## Resultaten op de World Matchplay

### PDC
- 1998: Runner-up (verloren van Rod Harrington met 17-19)
- 1999: Laatste 32 (verloren van Phil Taylor met 5-10)
- 2000: Halve finale (verloren van Alan Warriner met 7-17)
- 2001: Laatste 16 (verloren van Dennis Smith met 13-15)
- 2002: Kwartfinale (verloren van John Lowe met 13-16)
- 2003: Laatste 32 (verloren van Bob Anderson met 4-10)
- 2004: Halve finale (verloren van Mark Dudbridge met 13-17)
- 2005: Halve finale (verloren van Colin Lloyd met 13-17)
- 2006: Kwartfinale (verloren van Roland Scholten met 13-16)
- 2007: Kwartfinale (verloren van Terry Jenkins met 13-16)
- 2008: Laatste 16 (verloren van James Wade met 7-13)
- 2009: Halve finale (verloren van Terry Jenkins met 12-17)
- 2010: Laatste 16 (verloren van Wayne Jones met 9-13)
- 2011: Laatste 32 (verloren van Denis Ovens met 8-10)
- 2012: Halve finale (verloren van Phil Taylor met 10-17)
- 2013: Laatste 32 (verloren van Andy Hamilton met 1-10)
- 2014: Laatste 32 (verloren van Wes Newton met 9-11)

### WSDT (Senioren)
- 2022: Laatste 16 (verloren van Terry Jenkins met 5-8)

## Gespeelde WK-finales
- 1999 Raymond van Barneveld - Ronnie Baxter 6 - 5 ('best of 11 sets')
- 2000 Ted Hankey - Ronnie Baxter 6 - 0 ('best of 11 sets')